# Violinbogenfibel

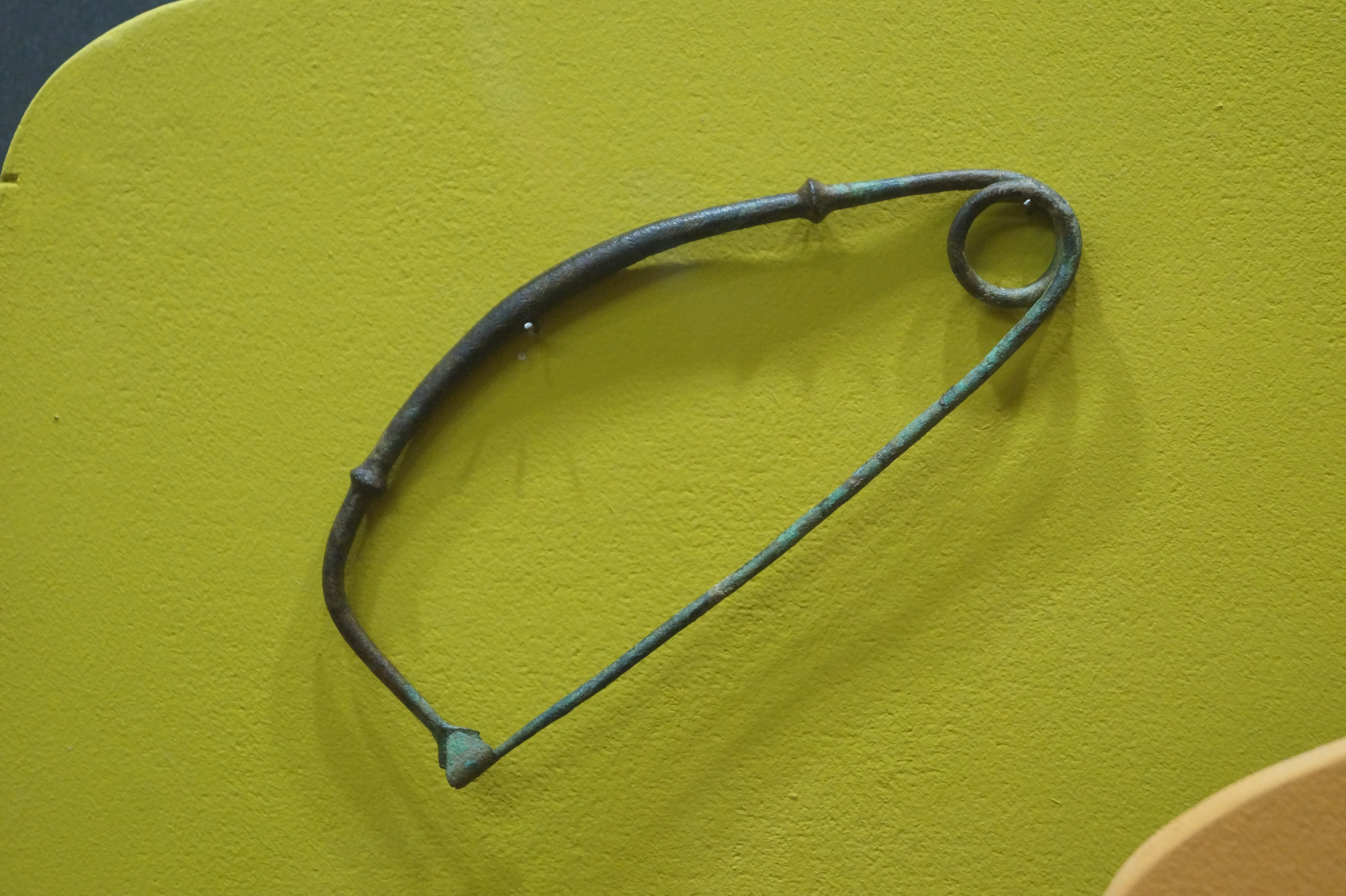
Violinbogenfibel aus der Pfahlbausiedlung von Maraschina

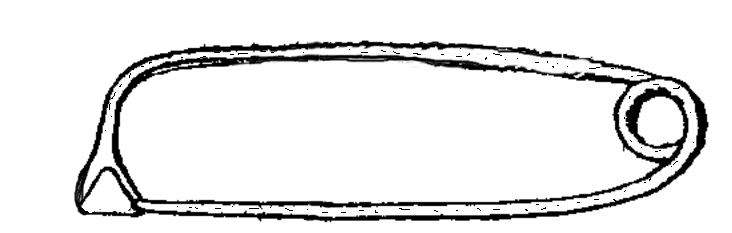
Konstruktionsschema einer Peschierafibel

Die Violinbogenfibel ist eine bronzezeitliche Gewandspange zum Zusammenhalten der Kleidung. Die Benennung dieser Fibel erfolgte aufgrund ihrer Form, die an den Bogen eines Streichinstruments erinnert. Eine Sonderform der Violinbogenfibel ist die Peschierafibel (benannt nach Peschiera del Garda, wo sie erstmals in der Pfahlbausiedlung von Bacino Marina gefunden und beschrieben wurde).

## Beschreibung
Beide Fibeltypen haben eine sehr einfache, charakteristische Konstruktion, sie wurden aus einem einzigen Stück Bronzedraht gebogen und verkörpern das grundlegendste Design einer Fibel. Wesentlichster Bestandteil ist eine eingliedrige Spiralfeder. Bei der Violinbogenfibel steigt der Bügel von dieser ausgehend leicht an, er kann mit einfachem Ritzdekor verziert sein. Zum Fußende hin bricht der Bügel rechtwinkelig nach unten um, sein Ende ist aufgebogen und bildet so den Nadelhalter. Bei der Peschiera-Fibel steigt der Bügel nicht an, sondern verläuft parallel zur Nadel. Der Abstand zwischen Bügel und Nadel ergibt sich meist unmittelbar aus dem Durchmesser der Spiralfeder. Peschiera-Fibeln sind in der Regel unverziert.
Beide Fibeln sind typische Trachtbestandteile der späten Bronzezeit bzw. der Phase Hallstatt A, d. h. des 13. und 12. Jahrhunderts v. Chr. Ihr Verbreitungsgebiet erstreckt sich über Griechenland, den Balkanraum, Italien, die Schweiz und Österreich, Im Fall der Violinbogenfibel noch bis in den Süddeutschen Raum.